# 克洛德·尼古拉·勒杜

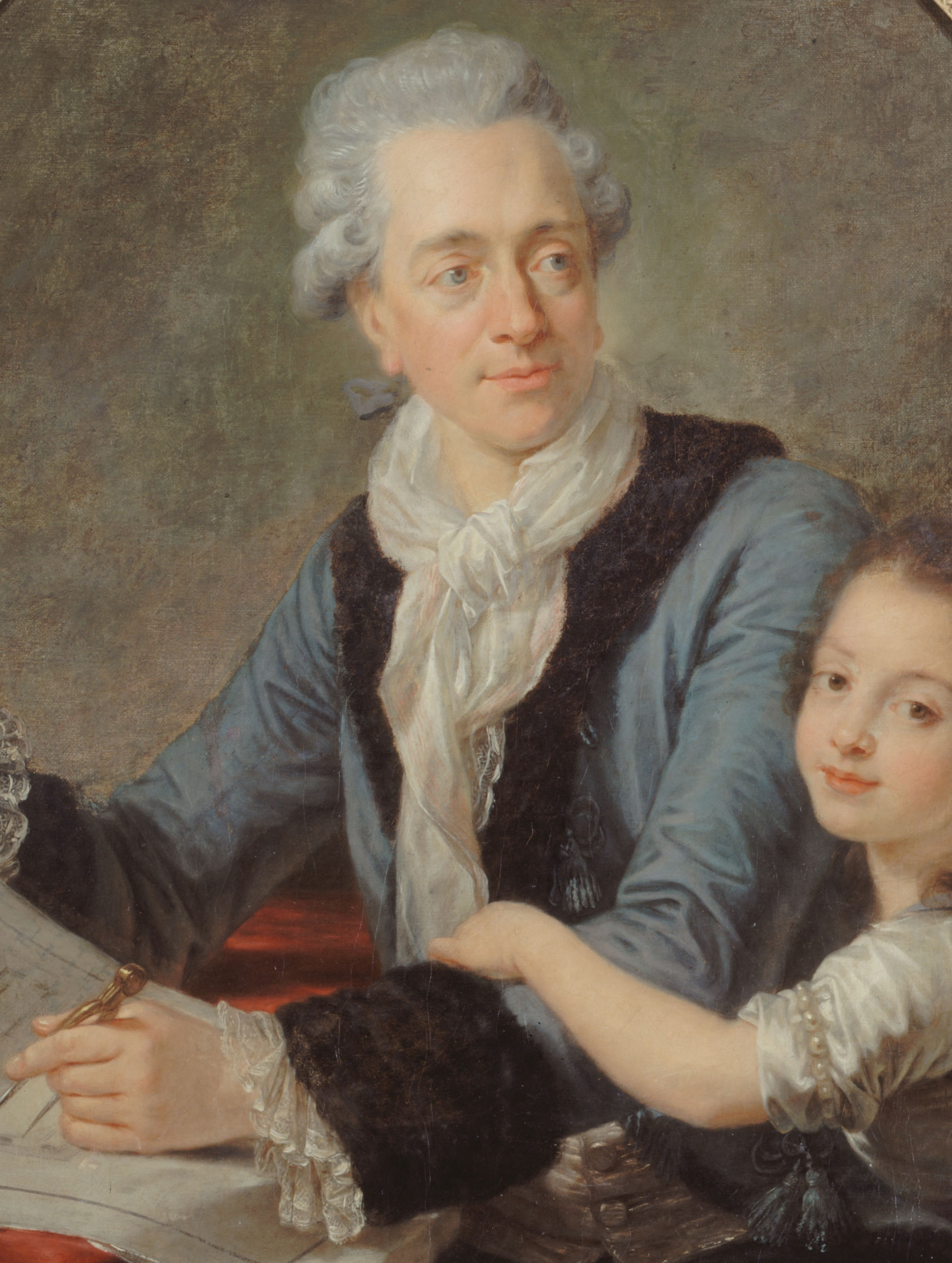
1782年克洛德和他女兒的肖像

克洛德·尼古拉·勒杜（法語：Claude Nicolas Ledoux，1736年3月21日—1806年11月18日），法国建筑师、城市规划师，生于多尔芒。新古典主义建筑风格早期杰出代表之一。
勒杜活跃于旧制度时期晚期。路易十五的情妇杜巴利伯爵夫人是他的资助者。他是当时最著名的两个公共项目的设计者：阿爾克-瑟南的皇家鹽場（1982年被联合国教科文组织列为世界文化遗产）；以及巴黎城墙——不是为了抵抗外敌侵略，而是由农民税征收部门建造用以征税的围墙——24公里长，6米高的围墙和60个堡垒或者说关卡构成的城墙。这道城墙被后来的一些学者认为，是引起民众不满以致于最终导致1789年法国大革命爆发的重要导火索之一。

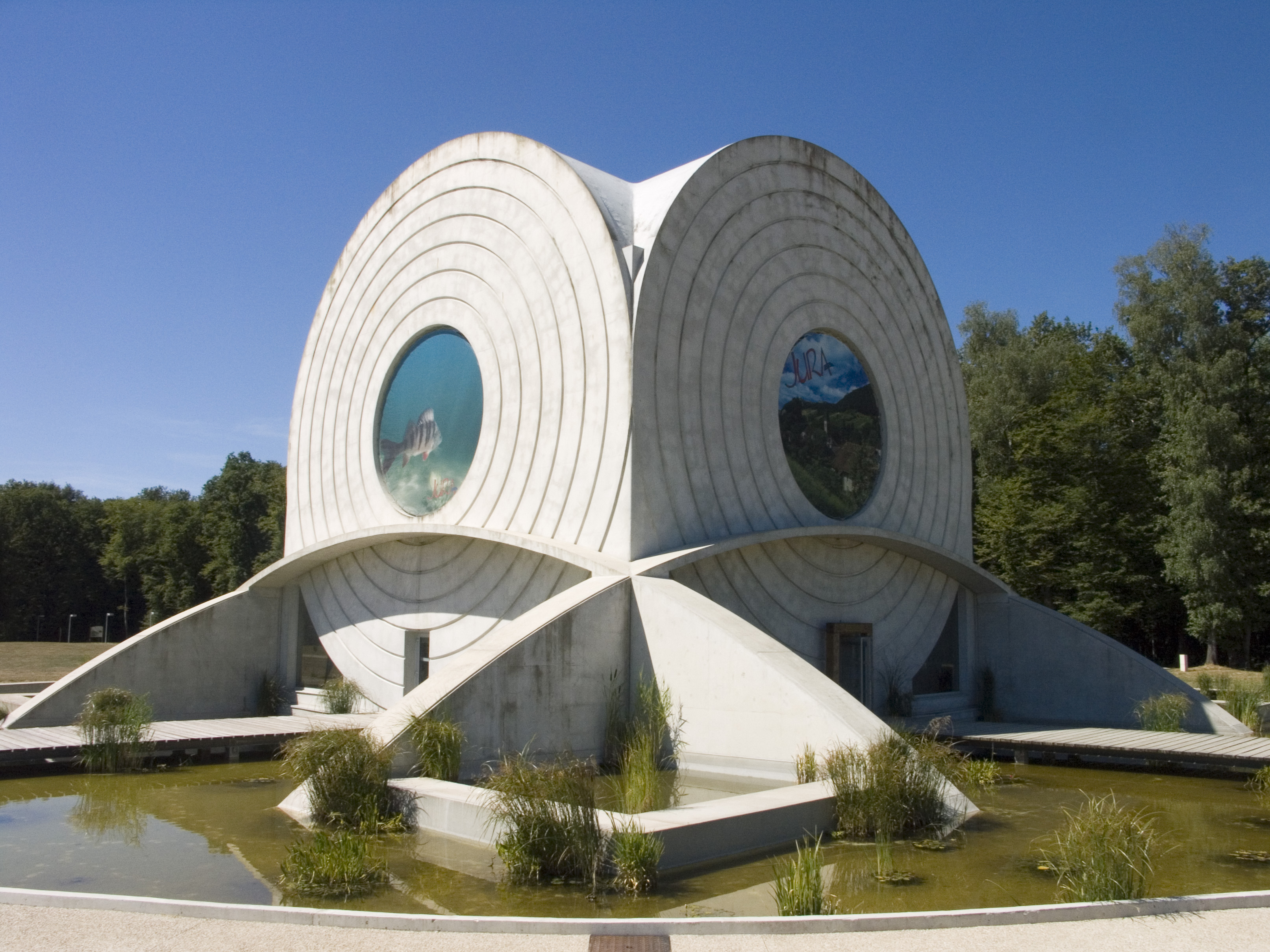
Le Pavillon des Cercles, A 39.